# Alexei Iwanowitsch Putilow
Alexei Iwanowitsch Putilow (russisch Алексей Иванович Путилов; * 24. Junijul. / 6. Juli 1866greg. im Gouvernement Nowgorod; † 2. Juni 1940 in Paris) war ein russischer Unternehmer.

## Leben
Putilow stammte aus einer unvermögenden adligen Familie. Sein Vater Iwan Pawlowitsch Putilow (1839–1916) war Geheimer Rat (3. Rangklasse) und Ehrenfriedensrichter. Putilows Großonkel war der Unternehmer und Metallurg Nikolai Iwanowitsch Putilow, der das Putilow-Werk gründete. Putilow besuchte das 1. St. Petersburger Gymnasium und studierte dann an der Universität St. Petersburg in der Juristischen Fakultät. Das Studium schloss er 1889 mit Verteidigung seiner Magister-Dissertation ab, für die er die Goldmedaille erhielt. Das Angebot, sich an der Universität auf eine Professur vorzubereiten, lehnte er ab.
Ab 1890 arbeitete Putilow im Finanzministerium als Rechtsberater-Assistent. 1896 wurde er in die französische Freimaurerloge Cosmos aufgenommen. 1898 wurde er Sachbearbeiter der Ministeriumskanzlei. 1900 machte ihn der Finanzminister Sergei Juljewitsch Witte zum Vizekanzleidirektor und Sekretär beim Minister. 1902 wurde Putilow Direktor der Ministeriumskanzlei.
Nach der Ernennung Wittes zum Vorsitzenden des Ministerrats wurde Putilow im Oktober 1905 Vizefinanzminister neben dem neuen Finanzminister Iwan Pawlowitsch Schipow und Geschäftsführer der Adellandbank und der Bauernlandbank. Putilow war an der Vorbereitung der Stolypin-Agrarreform beteiligt. Um die Geschäfte der Bauernlandbank zu erweitern, schlug Putilow den zwangsweisen Kauf von Grundherrenland vor. Aufgrund des Unwillens Nikolaus II. ließ sich Putilow beurlauben. Nach dem Rücktritt Wittes verließ Putilow als Wirklicher Staatsrat (4. Rangklasse) den Staatsdienst.
Putilow wurde Vorstandsmitglied (1906–1908) und dann geschäftsführender Direktor (1908–1910) der 1896 gegründeten Russisch-Chinesischen Bank. Um nach dem Russisch-Japanischen Krieg diese Bank vor der Insolvenz durch eine Fusion zu retten, begann er Verhandlungen mit der 1901 gegründeten Nordbank in St. Petersburg, die eine Filiale der Société Générale und der Paribas war. 1910 wurde Putilow Vorstandsvorsitzender der Russisch-Asiatischen Bank, die in diesem Jahr durch die von den französischen Aktionären genehmigte Vereinigung der Russisch-Chinesischen Bank und der Nordbank entstanden war. Sein Jahresgehalt betrug 400.000 Gold-Rubel. Von den französischen Aktionären erlangte Putilow die Zustimmung zu seinem großen Investivprogramm, so dass die neue Bank schnell die bedeutendste russische Bank wurde. Unter Putilows Führung erreichte die Bank eine beherrschende Stellung im Maschinenbau und in der Metallverarbeitung, in der Erdölförderung und -verarbeitung, in der Tabakindustrie und in der Fettindustrie.
Auf Putilows Einladung wurde 1911 Iwan Christoforowitsch Oserow Ratsmitglied der Russisch-Asiatischen Bank. Nach Oserows kritischem Artikel über die Spekulationen der Banken musste Oserow die Bank wieder verlassen.
Putilow gründete ein Rüstungsindustrie-Syndikat, zu dem das Putilow-Werk, das Baltische Werk, die Newski-Werft und viele weitere Werke gehörten. 1912 produzierten die von der Russisch-Asiatischen Bank finanzierten Unternehmen fast die gesamte Feldartillerie und deren Granaten für die Kaiserlich Russische Armee und auch die meisten leichten Kreuzer und Zerstörer der Baltischen Flotte. Mit anderen gründete Putilow 1912 in London die Russian General Oil Corporation, in der die Mehrheitsbeteiligungen an den russischen Erdölgesellschaften außer denen von Branobel und Shell konzentriert wurden. Putilow war Vorstandsvorsitzender oder Vorstandsmitglied von etwas 50 mit der Russisch-Asiatischen Bank verbundenen Gesellschaften. Dazu gehörte die Gesellschaft der Putilow-Werke, die Ostchinesische Eisenbahn, die Emba Caspian Oil Company, die Baku-Erdölgesellschaft, die Südosteisenbahn, die Armawir-Tuapse-Eisenbahn, die Moskau-Kasan-Eisenbahn und das St. Petersburger Waggonbau-Werk. Putilow war Millionär und einer der führenden Investoren im Lande. Mit Iwan Iwanowitsch Stachejew und P. P. Batolin gründete Putilow eine Industrie-Investitionsgesellschaft. Während des Ersten Weltkriegs war er Mitglied des Sonderrats für Lieferungen an das Kriegsministerium. Trotz seines Reichtums lebte er extrem sparsam. Er wurde 1916 Mitglied der Petrograder Stadtduma.
Nach der Februarrevolution 1917 gründete Putilow zusammen mit Alexander Iwanowitsch Wyschnegradski die von Alexander Iwanowitsch Gutschkow geleitete Gesellschaft für den ökonomischen Wiederaufbau Russlands, in die Vertreter einiger wichtigen Banken und Versicherungsgesellschaften eintraten. Putilow unterstützte Lawr Georgijewitsch Kornilow und half dessen Anhängern finanziell. Nach Kornilows Scheitern verließ Putilow Petrograd.
Nach der Oktoberrevolution wurde Putilows gesamtes Vermögen sofort beschlagnahmt. 1918 befand sich Putilow in China und arbeitete an der Ostchinesischen Eisenbahn mit General Dmitri Leonidowitsch Chorwat zusammen. Während des Russischen Bürgerkriegs half Putilow den Streitkräften Südrusslands finanziell. Er war Mitglied des Politischen Rats der Monarchistischen Organisation Südrusslands und des Zentralkomitees der Partei und Finanzunion für Handel und Industrie (Torgprom).
Putilow reorganisierte die Tätigkeit der Russisch-Asiatischen Bank auf der Basis der Auslandsabteilungen der Bank, die sich größtenteils in China befanden. Die Vorstandsfunktion wurde auf die von Putilow geleitete Vertretung in Paris übertragen. Auch seiner Familie war es gelungen, aus Petrograd nach Paris zu kommen. 1921 verhandelte Putilow in Paris mit Leonid Borissowitsch Krassin über die Möglichkeit einer Gründung einer sowjetisch-französischen Emissionsbank zur Unterstützung einer Währungsreform in der Sowjetunion. Als dies von der Emigrantenpresse 1926 angeprangert und Putilow beschultidigt wurde, die Russisch-Asiatische Bank der Sowjetunion zu übereignen, musste Putilow zurücktreten. Sein Nachfolger war Fürst Sergei Wladimirowitsch Kudaschew. Im Herbst desselben Jahres wurde die Bank für insolvent erklärt und dann liquidiert.
Putilow hatte 1921 die Gründung des Freimaurer-Kapitels Astreja in Paris finanziert, das einen Teil der russischen Emigranten vereinte, und nahm ab 1923 an dessen Sitzungen teil. Er war Gründungsmitglied von drei Freimaurerlogen.
Putilow war verheiratet mit Wera Alexandrowna geborene Seyfart, Tochter des Zeichen- und Vermessungslehrers der Generalstabsakademie Alexander Alexandrowitsch Seyfart (1835–1918), und hatte zwei Töchter und zwei Söhne. Putilow war der Schwager des Politikers Kirill Kirillowitsch Tschernoswitow.